# Cotoneaster floridus
Cotoneaster floridus es una especie de planta del género Cotoneaster, perteneciente a la familia Rosaceae.

## Taxonomía
Cotoneaster floridus fue descrita por Jeanette Fryer y Bertil Hylmo en 2008.

## Distribución
Se encuentra en el territorio centro-sur de China.